# Дебелоклюни ари
Дебелоклюните ари (Rhynchopsitta) са род Неотропични папагали включващ два живи и един изчезнал вид. Имат голяма човка оцветена в тъмносиво до черно, като тази на непълнолетните е по-бледа и избледняла в основата. Очните им пръстени са белезникави, а веждите са оцветени в червено. На дължина достигат до 38-45 cm.

## Класификация
Род Дебелоклюни ари
- Вид Rhynchopsitta pachyrhyncha (Swainson, 1827) – Дебелоклюн ара
- Вид Rhynchopsitta terrisi Moore, 1947
- Вид †Rhynchopsitta phillipsi Rea, 1997